# Maria Haglund
Maria Haglund (Karlskoga, 6 de maio de 1972) é uma ex-canoísta de velocidade sueca na modalidade de canoagem.

## Carreira
Foi vencedora da medalha de bronze em K-4 500 m em Barcelona 1992, junto com as suas colegas de equipa Anna Olsson, Agneta Andersson, Susanne Rosenqvist.